# Camp Hill (Pennsilvània)
Camp Hill és una població dels Estats Units a l'estat de Pennsilvània. Segons el cens del 2007 tenia 7.398 habitants.

## Demografia
Segons el cens del 2000, Camp Hill tenia 7.636 habitants, 3.387 habitatges, i 2.157 famílies. La densitat de població era de 1.371,3 habitants per quilòmetre quadrat.
Dels 3.387 habitatges en un 25,8% hi vivien nens de menys de 18 anys, en un 53,5% hi vivien parelles casades, en un 7,7% dones solteres, i en un 36,3% no eren unitats familiars. En el 32,2% dels habitatges hi vivien persones soles el 15,4% de les quals corresponia a persones de 65 anys o més que vivien soles. El nombre mitjà de persones vivint en cada habitatge era de 2,21 i el nombre mitjà de persones que vivien en cada família era de 2,8.
Per edats la població es repartia de la següent manera: un 21,3% tenia menys de 18 anys, un 4,5% entre 18 i 24, un 26,4% entre 25 i 44, un 25% de 45 a 60 i un 22,7% 65 anys o més.
L'edat mediana era de 43 anys. Per cada 100 dones de 18 o més anys hi havia 83,5 homes.
La renda mediana per habitatge era de 50.774 $ i la renda mediana per família de 61.578 $. Els homes tenien una renda mediana de 48.625 $ mentre que les dones 32.357 $. La renda per capita de la població era de 28.256 $. Entorn del 3,6% de les famílies i el 3,7% de la població estaven per davall del llindar de pobresa.

## Poblacions més properes
El següent diagrama mostra les poblacions més properes.